# شولد
شولد (به آلمانی: Schuld) یک شهر در آلمان است که در اهرویلر واقع شده‌است. شولد ۷۴۲ نفر جمعیت دارد.